# Atelocyanobacterium thalassae
Candidatus Atelocyanobacterium thalassae, ursprünglich (grammatikalisch inkorrekt) Candidatus Atelocyanobacterium thalassa, informell auch Atelocyanobacterium thalassa[e] oder auch kurz UCYN-A genannt, ist eine Art (Spezies) stickstofffixierender (diazotropher) Cyanobakterien, die in den Ozeanen und Meeren auf der ganzen Erde in messbaren Mengen vorkommt.
Die Zellen von A. thalassae sind kugelförmig mit einem Durchmesser von 1–2 μm.
Sie versorgen die Meeresregionen mit Stickstoff, indem sie nicht biologisch verfügbaren atmosphärischen Stickstoff (Distickstoff N2) in biologisch verfügbares Ammonium umwandeln (fixieren), das von anderen marinen Mikroorganismen genutzt werden kann.
Im Gegensatz zu vielen anderen Cyanobakterien enthält das Genom von A. thalassae keine Gene für RuBisCO, das Photosystem II oder den Citratzyklus.
Somit ist A. thalassae nicht in der Lage, Kohlenstoff durch Photosynthese zu binden.
A. thalassae fehlen daher im Genom eine Reihe von Genen, die für Cyanobakterien spezifisch sind, obwohl es sich um einen evolutionären Nachkommen dieser Bakteriengruppe handelt.
Aufgrund der Unfähigkeit, selbst Kohlenstoff zu binden, ist A. thalassae ein obligater Endosymbiont, der in photosynthetisch aktiven Mikroalgen (Picoeukaryoten) gefunden wurde.
A. thalassae fixiert Stickstoff für die Algen, während die Algen durch Photosynthese Kohlenstoff bereitstellen.
Insbesondere wurde die Unterlinie (Stamm) UCYN-A2 als Endosymbiont in der Alge Braarudosphaera bigelowii gefunden. Die Zellen dieser Algenspezies enthalten als Wirtszellen mindestens einen, öfters auch zwei dieser Endosymbionten.
Im Jahr 2024 wurde bekannt, dass dieser Vertreter von A. thalassae in seinem Wirt B. bigelowii in einer so engen Symbiose mit gegenseitiger Abhängigkeit lebt, dass er sich eher wie ein echtes Organell als ein noch weitgehend eigenständiger Endosymbiont verhält. Daher wurde vorgeschlagen, diese Endosymbionten als Nitroplasten zu bezeichnen.
Es wird vermutet, dass Gene von A. thalassae in Zukunft zur gentechnischen Veränderung von Nutzpflanzen eingesetzt werden könnten, um deren Wachstum und Ertrag durch Stickstofffixierung zu verbessern.
Es gibt viele Unterlinien von A. thalassae, die über ein breites Spektrum von Meeresumgebungen und Wirtsorganismen verbreitet sind.
Es scheint, dass einige Unterlinien von A. thalassae (bzw. ihre Wirte) eine Vorliebe für oligotrophe Meeresgewässer haben, während andere Unterlinien Küstengewässer bevorzugen.
Über dieses Spektrum an Wirten und Habitaten ist noch nicht viel bekannt und daher weitere Forschung nötig.

## Stoffwechsel

### Stickstofffixierung
Die Stickstofffixierung, d. h. die Reduktion von Distickstoff (N2) zu biologisch verfügbaren Stickstoffverbindungen (vermittelt durch Nitrogenasen genannte Enzyme), ist eine wichtige Stickstoffquelle für aquatische Ökosysteme.
Viele Jahrzehnte lang wurde die Bedeutung der N2-Fixierung stark unterschätzt.
Die Annahme, dass die N2-Fixierung nur über Cyanobakterien wie Trichodesmium und Richelia erfolgt, führte zu der Schlussfolgerung, dass in den Ozeanen der Stickstoffausstoß den Eintrag übersteigt.
Die Forschung hat jedoch inzwischen ergeben, dass der Nitrogenasekomplex eine lange und variable Evolutionsgeschichte hat. Durch den Einsatz der Polymerase-Kettenreaktion (PCR) ist es heute nicht mehr erforderlich, die N2-fixierenden Mikroorganismen zwecks Identifikation zu kultivieren oder zu mikroskopieren. So konnten durch Sequenzierung von PCR-amplifizierten Fragmenten des Nitrogenase-Gens nifH weitere marine N2-fixierende Mikroorganismen gefunden werden. Etliche Studien haben gezeigt, dass nifH und die Nitrogenase als das die Stickstofffixierung katalysierende Enzym den verschiedenen Teilen der Ozeane weit verbreitet ist.
Im Jahr 1989 wurde eine kurze nifH-Gensequenz entdeckt, von der sich 15 Jahre später herausstellte, dass sie zu einem ungewöhnlichen Cyanobakterium gehört, das jedoch weit verbreitet ist.
Die Mikrobe erhielt provisorisch die Bezeichnung UCYN-A (für englisch Unicellular cyanobacteria group A). Bereits in der 1998 veröffentlichten Studie wurden nifH-Sequenzen direkt aus Wasserproben vom Pazifik und Atlantik amplifiziert; und es zeigte sich, dass sie von Cyanobakterien, darunter Trichodesmium und Kieselalgen-Symbionten stammen.
Mit Hilfe der kultivierungsunabhängigen PCR und der quantitativen PCR (qPCR) des nifH-Gens zeigte sich, dass A. thalassae in vielen Meeresregionen verbreitet ist, und dass das ozeanische Plankton ein breiteres Spektrum an stickstofffixierenden Mikroorganismen enthält als zuvor angenommen.

### Obligate Photoheterotrophie
A. thalassae ist nicht zur Photosynthese fähig und wird daher als photoheterotroph eingestuft:
Die Analyse des Gesamt-Genoms zeigt ein (gegenüber anderen Cyanobakterien) verkleinertes Genom von 1,44 Megabasenpaaren. Es fehlen Stoffwechselwege, die für die Selbstversorgung (Autotrophie) von Cyanobakterien erforderlich sind, insbesondere fehlen Gene für das Photosystem II des Photosyntheseapparats, RuBisCO (Ribulose-1,5-bisphosphat-Carboxylase/Oxygenase), sowie Enzyme des Calvin-Zyklus und des Citratzyklus (auch Tricarbonsäure-Zyklus, TCA, genannt).
Da diese metabolisch essenziellen Gene fehlen, ist A. thalassae auf externe Quellen organisch gebundenen  Kohlenstoffs angewiesen.
Zwar fehlt A. thalassae der Tricarbonsäure-Zyklus, die Spezies exprimiert aber einen mutmaßlichen Dicarbonsäuretransporter. Dies lässt darauf schließen, dass die Spezies ihren Bedarf an Dicarbonsäuren aus einer externen Quelle deckt.
Weiter fehlen ganz oder teilweise Enzyme für die Synthese der Aminosäuren Valin, Leucin, Isoleucin, Phenylalanin, Tyrosin und Tryptophan. Der Bedarf an diesen Aminosäuren muss daher offensichtlich ebenfalls aus externen Quellen gedeckt werden – es handelt sich um für diesen Organismus essentielle Aminosäuren.
A. thalassae besitzt jedoch Fe-III-Transportgene (afuABC), die offenbar den Transport von Fe-III in die Zelle ermöglichen.

### Stickstofffixierung bei Tageslicht
Atelocyanobacterium thalassae ist einzellig und verfügt nicht (wie einige andere Cyanobakterien) über spezialisierte Zellkompartimente (Heterozysten), die die Nitrogenase (nifH) vor Sauerstoffeinwirkung schützen könnten.
Andere stickstofffixierende Organismen (Diazotrophen) ohne eine räumliche Trennung von Kohlenstoff- und Stickstofffixierung nehmen stattdessen eine zeitliche Trennung vor und fixieren Kohlenstoff mittels Photosynthese tagsüber, Stickstoff dagegen nur nachts. Bei A. thalassae hat man aber festgestellt, dass das nifH-Gen für die Nitrogenase auch tagsüber exprimiert wird, was durch das Fehlen von Photosystem II und damit von Sauerstoff möglich ist.
Vermutlich ist die Stickstofffixierung am Tag energieeffizienter als nachts, weil die Lichtenergie direkt für diesen energieintensiven Vorgang genutzt werden kann.

## Obligate Symbiose
Atelocyanobacterium thalassae ist ein obligater Symbiont der kalkbildenden Haptophytenalge Braarudosphaera bigelowii.
Versuche mit stabilen Isotopen zeigten, dass A. thalassae 15N2 fixiert und den fixierten Stickstoff mit dem Partner austauscht, während H13CO3− umgekehrt von B. bigelowii fixiert und an A. thalassae weitergegeben wird.
A. thalassae erhält ca. 16 % des gesamten Kohlenstoffs des Symbiosepartners und gibt im Gegenzug etwa 85–95 % des gesamten fixierten Stickstoffs an diesen ab.
Atelocyanobacterium thalassae muss in enger physischer Verbindung mit seinem stoffwechselabhängigen Symbiosepartner leben; die Einzelheiten der physischen Interaktion waren 2016 jedoch mangels klarer mikroskopischer Bilder noch unklar.
Schon 2015 wurde jedoch vermutet, dass A. thalassa[e] ein echter (obligater) Endosymbiont ist, vollständig von der Zellmembran des Wirts umschlossen ist, und über molekulare Mechanismen verfügt, die eine sichere Übertragung von Stoffwechselprodukten ermöglichen.
Wegen der Inkompatibilität mit der Stickstofffixierung darf diese symbiotische Verbindung den Durchgang von Sauerstoff in die Bakterienzelle nicht zulassen, während dagegen der Austausch von fixiertem Stickstoff und Kohlenstoff ermöglicht wird.
Zu der damals noch spekulativen engen Symbiose sind auch Signalwege zwischen den Partnern und eins Synchronisation von Wachstum und Zellteilung nötig.

### Lebenszyklus
Der Lebenszyklus von A. thalassae war 2016 noch nicht genau bekannt.
Wie schon damals vermutet, ist A. thalassae als obligater Endosymbiont nicht in der Lage, außerhalb des Wirts zu überleben, so dass sich sein gesamter Lebenszyklus innerhalb des Wirts abspielt.
Wie aber 2021 festgestellt wurde, unterliegt die Teilung und Replikation von A. thalassae zumindest teilweise der Kontrolle der Wirtszelle.
Vermutlich gibt es einen Signalübertragungsweg, der die Zahl der Zellen von A. thalassae innerhalb des Wirts reguliert, und der auch sicherstellt, dass der Tochterzelle des Wirts während der Zellteilung eine ausreichende Zahl an Zellen des Endosymbionten zugeführt wird.

### Nitroplast
Die früheren Vermutungen zur obligaten Endosymbiose wurden im Jahr 2024 durch Tyler H. Coale et al. und Francisco M. Cornejo-Castillo  et al. bestätigt. Für die zu einem Organell der Braarudosphaeraceae-Algen gewordenen Linien von A. thalassae schlugen die Autoren dann auch die Bezeichnung Nitroplast vor.

## Habitat und Subtypen

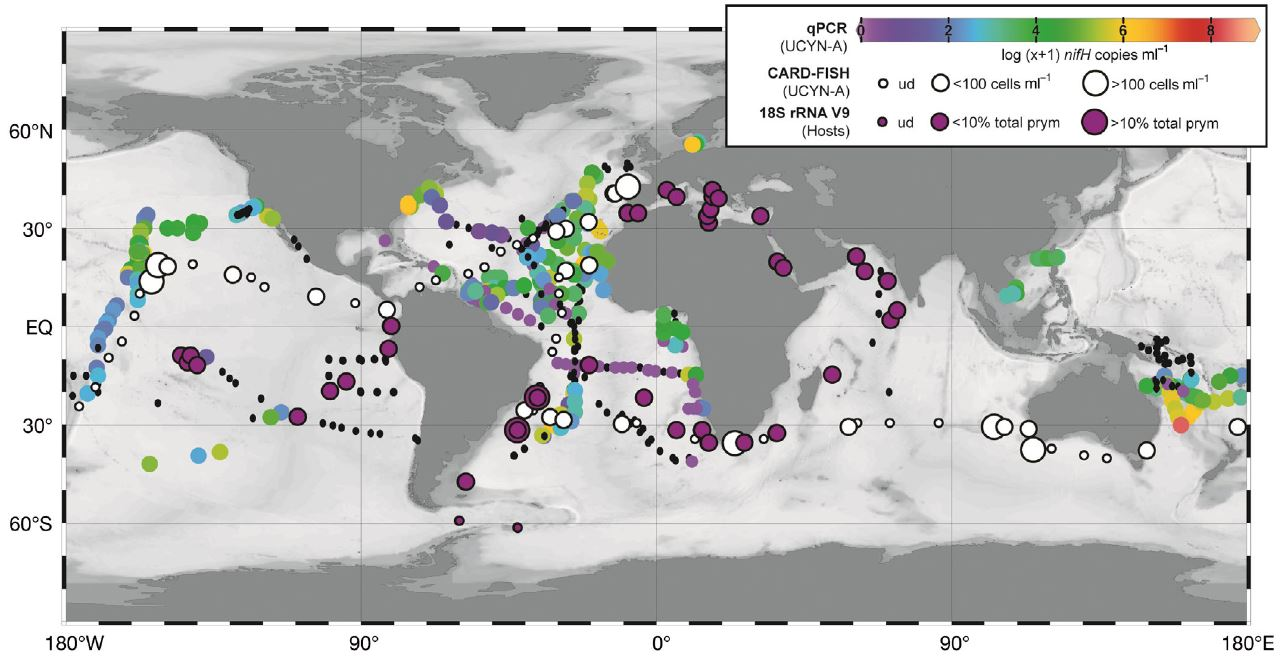
Globale Verbreitung von A. thalassae

### Habitat
A. thalassae ist kosmopolitisch verbreitet und kommt in allen Weltmeeren vor, darunter in der Nordsee, im Mittelmeer (inklusive Adria), im Roten Meer, im Arabischen Meer, im Pazifik (vom Südchinesischen Meer bis zum Korallenmeer östlich von Australien), was seine bedeutende Rolle bei der Stickstofffixierung hervorhebt.
Zwar kommt A. thalassae überall vor, jedoch wird die Häufigkeit in hohem Maße durch verschiedene abiotische Faktoren wie Temperatur und Nährstoffe reguliert.
Im Allgemeinen bevorzugt die Art im Vergleich zu anderen Diazotrophen kühlere Gewässer.

### Diversität
Die Genomanalyse von A. thalassae zeigt eine große Vielfalt an nifH-Gensequenzen. Daher kann diese Gruppe von Cyanobakterien in genetisch unterschiedliche Sublinien unterteilt werden, von denen vier identifiziert und definiert worden sind. Zu A. thalassae gehörende Sequenzen wurden in fast allen Ozeanen gefunden. Die Aminosäuresequenzen aller Unterlinien sind sehr ähnlich, dagegen weisen die nifH-Sequenzen eine gewisse Varianz auf.
Die Varianzen führen dazu, dass verschiedene Oligotypen/Sublinien von A. thalassae in unterschiedlichen relativen Häufigkeiten vorkommen und unterschiedliche Auswirkungen auf die Ökosysteme haben, in denen sie vorkommen.

### Oligotyp-Analyse
Anhand der DNA-Sequenz verschiedener Proben  (Isolate) von A. thalassae können basierend auf den Nitrogenase-Sequenzen (nifH)  mindestens vier Hauptunterlinien identifiziert werden (Oligotyp-Analyse).
Die Unterlinien von A. thalassae mit ihren jeweiligen Haupt-Oligotypen lauten:
- UCYN-A1/Oligo1, inkl. Oligo5, … – Wirt: Uncultured Braarudosphaera clone Biosope_T60.034 [Uncultured Chrysochromulina clone Biosope_T60.034, BIOSOPE clone T60.34][28][29]
- UCYN-A2/Oligo3, inkl. Oligo43, … – Wirt: Braarudosphaera bigelowii Isolat SIOJp3B7BH_SP6[28][30]
- UCYN-A3/Oligo2
- UCYN-A4/Oligo4[24]
- UCYN-A5/Oligo15
- UCYN-A6/Oligo24
- UCYN-A8/Oligo48

UCYN-A1 und UCYN-A2 haben eine deutlich reduzierte Genomgröße.
Diese Gruppen sind an unterschiedliche Meeresumgebungen angepasst.
UCYN-A1 war der häufigste Oligotyp, der in den Ozeanen gefunden wurde.
UCYN-A1 und UCYN-A3 leben gemeinsam in oligotrophen Gewässern des offenen Ozeans,
während UCYN-A2 und UCYN-A4 gemeinsam in Küstengewässern vorkommen.
UCYN-A2 kommt typischerweise in Küstengewässern der gemäßigten Breiten vor, auch zusammen mit UCYN-A4, wurde aber auch im offenen Ozean gefunden und verträgt einen Wechsel des Habitats offenbar leichter als UCYN-A1.
UCYN-A3 wurde an der Oberfläche des offenen Ozeans in den Subtropen in größerer Menge gefunden. UCYN-A3 wurde bisher nur zusammen mit UCYN-A1 gefunden.

## Systematik
Systematik der Kandidaten-Gattung mit Stand 5. November 2024:
Gattung „Candidatus Atelocyanobacterium“ Thompson et al. 2012(A,G,L,N)
- Spezies „Candidatus Atelocyanobacterium thalassae“ corrig. Thompson et al. 2012(A,L) [„Candidatus Atelocyanobacterium thalassa“ Thompson et al. 2012,(G,L,N)[3] cyanobacterium UCYN-A,(N) UCYN group A(N)] (Typusart(A,G))
  - Ca. A. thalassa isolate ALOHA(G,N) [UCYN-A1[A. 1][28][29]][A. 2] (Referenzstamm(G))
    - Uncultured marine bacterium clone FEEP0022(N*) [UCYN-A1/Oligo5[A. 3]][4]
    - Uncultured bacterium clone 9260A3F06(N*) [UCYN-A1/Oligo5[A. 4]][4]
    - Uncultured marine microorganism clone 4041A-26(N*) [UCYN-A1/Oligo5[A. 5]][4]

  - Ca. A. thalassa isolate SIO0111C06A_T7(N)[8]
  - Ca. A. thalassa isolate SIO0111C09A_T7(N)[8]
  - Ca. A. thalassa isolate SIO0111C10A_T7(N)[8]
  - Ca. A. thalassa isolate SIO0111C12A_T7(N)[8]
  - Ca. A. thalassa isolate SIO0511E01A_T7(N)[8]
  - Ca. A. thalassa isolate SIO0910A05A_T7(N)[8]
  - Ca. A. thalassa isolate SIO1210B03A_T7(N)[8]
  - Ca. A. thalassa isolate SIO1210B04A_T7(N)[8]
  - Ca. A. thalassa isolate SIO1210B08A_T7(N)[8]
  - Ca. A. thalassa SAG_AD-638_J10(N) [UCYN-A3[A. 6][28]][A. 7]
    - Uncultured bacterium clone HH1863(N*) [UCYN-A3[A. 8][29]]
    - Unidentified marine bacterial clone HT1902(N*) [UCYN-A3[A. 9][29]]

  - Ca. A. thalassa UCYN-A4[32]
    - Uncultured marine bacterium clone KK-13-1_ON5_1(N*) [UCYN-A4[A. 10][29]][4]
    - Uncultured marine bacterium clone KK-13-1_ON5_6(N*) [UCYN-A4[A. 11][29]][4]
    - Uncultured marine bacterium clone KK-13-1_ON5_7(N*) [UCYN-A4[A. 12]][4]
    - Uncultured marine bacterium clone KK-13-1_ON5_14(N*) [UCYN-A4[A. 13]][4]

  - Ca. A. thalassa isolate ERR599006_bin.52_MetaBAT_v2.12.1_MAG(G,N)[33]
  - Ca. A. thalassa UBA4158(G,N)[A. 14][34]
  - Ca. Atelocyanobacterium sp. ALOHA_A2.5_9(G,N)[A. 15][35]
- Spezies Atelocyanobacterium thalassa_A(G) – in der GTDB abgetrennt von Ca. A. thalassa[e], in der NCB-Taxonomie aber synonym
  - Ca. A. thalassa isolate SIO64986(N) [SIO64986(G), UCYN-A2[A. 16][28][29]]
  - Cyanobacterium endosymbiont of Braarudosphaera bigelowii isolate CPSB-1(N) [CPSB-1(G)] [A. 17][A. 18][37]
- Cyanobacterium endosymbiont of Braarudosphaera bigelowii(N) (unsichere Artzuordnung, in der NCBI-Taxonmie zu Ca. A. thalassa[e])
  - Cyanobacterium endosymbiont of Braarudosphaera bigelowii isolate TMR-scBb1(N)[A. 17][A. 19][5]
  - Cyanobacterium endosymbiont of Braarudosphaera bigelowii isolate TMRscBb7(N)[A. 17][A. 20][5]
  - Cyanobacterium endosymbiont of Braarudosphaera bigelowii isolate TMRscBb8(N)[A. 17][A. 21][5]

(A)J - AlgaeBase
(G)I - Genome Taxonomy Database (GTDB)
(L)L - List of Prokaryotic names with Standing in Nomenclature (LPSN)
(N)* - Taxonomie des National Center for Biotechnology Information (NCBI)
- - gelistet, aber ohne Zuordnung zur Gattung Ca. Atelocyanobacterium.

In der NCBI-Taxonomie befindet sich ALOHA_A2.5_9 in einer eigenen Spezies Ca. A. sp. ALOHA_A2.5_9, in der GTDB in der Typusart Ca. A. thalassa[e].
Umgekehrt: In der GTDB gehören SIO64986 und CPSB-1 in die abgetrennte Spezies A. thalassa_A, in der NCBI-Taxonomie zur Typusart Ca. A. thalassa[e].

## Etymologie
Der Gattungsname Atelocyanobacterium leitet sich ab von altgriechisch ἀτελῆς ateles, deutsch ‚ohne Ende‘, ‚unvollständig‘ und Cyanobakterium, bedeutet also ein ‚unvollständiges Cyanobakterium‘, ein Hinweis auf fehlende Enzyme zur Photosynthese, wie sie für echte Cyanobakterien (Oxyphotobacteria) eigentlich charakteristisch ist.
Das Art-Epitheton thalassae ist Genitiv von ‚thalassa‘, griechisch und altgriechisch Θάλασσα Thálassa, deutsch ‚Meer‘, bedeutet also ‚des Meeres‘ oder ‚zum Meer gehörig;‘ ein Hinweis darauf, dass es sich um eine Spezies mariner Organismen handelt.

## Weiterführende Literatur
- Juan José Pierella Karlusich, Eric Pelletier, Fabien Lombard et al.: Global distribution patterns of marine nitrogen-fixers by imaging and molecular methods. In: Nature Communications, Band 12, Nr. 4160, 6. Juli 2021; doi:10.1038/s41467-021-24299-y (englisch).